# Замок Трікастл
Замок Трікастл (англ. Threecastles Castle, ірл. Caisleán Bhaile na dTrí Chaosleán) — Кашлен Балє на д-Трі Хешлен — Місто Трьох Замків — один із замків Ірландії, розташований у графстві Віклоу, біля селища Блессінгтон. Нині цей замок є Національним монументом Ірландії — пам'яткою історії та архітектури національного значення. Географічні координати замку: 53°10′54″N 6°29′15″W

## Особливості архітектури
Замок Трікастл являє собою прямокутну триповерхову вежу з баштою для сходів, що виступає на північно-східному куті замку. Спочатку була ще структура, певно аналогічна, прикріплена до західного боку вежі, але від неї лишилися тільки сліди. Дах у вигляді склепіння. На першому поверсі є камін і кімнати для життя. Стіни замку товщиною 5 футів, стикаються з гранітними блоками. Замок стоїть на східному схилі гори з видом на брід через річку Ліффі.

## Історія
Історія замку лишається дуже туманною і неясною. На цій землі стояли поруч три замки, що утворювали єдину систему оборони — зберігся тільки один. Розташування другого замку встановили в ХІХ столітті. Де був розташований третій замок — досі невідомо. Замки збудував лорд-заступник Ірландії Джеральд Фітцджеральд — VIII граф Кілдер у XVI столітті. Замки були місцями важких боїв у XVI столітті між англійськими гарнізонами цих замків та ірландськими кланами О'Тул та О'Бірн, які вважали ці землі своїми і намагалися вигнати англійських поселенців.